# ۱۰ دی
۱۰ دی دویست و هشتاد و ششمین روز سال در گاه‌شماری خورشیدی است. به پایان سال ۷۹ روز (۸۰ روز در سال کبیسه) باقی‌است.

## رویدادها
- ۱۳۵۶ - سفر جیمی کارتر رئیس‌جمهور آمریکا به ایران.
- ۱۳۵۷ - انحلال دولت نظامی غلامرضا ازهاری.
- ۱۳۷۹ - تایید لایحه ادغام وزارت جهاد سازندگی با وزارت کشاورزی جهت بنیان‌گذاری وزارت جهاد کشاورزی در شورای نگهبان.
- ۱۴۰۲ - اسنپ‌فود با انتشار بیانیه‌ای هک شدن خود را تایید کرد.

## زادروزها
- ۱۲۹۹ - محمد تقی کهنمویی، بازیگر
- ۱۳۰۴ - علی تابش، بازیگر
- ۱۳۲۴ - مژگان، بازیگر
- ۱۳۲۹ - ناصر چشم‌آذر، موسیقی‌دان
- ۱۳۳۱ - محمود پاک‌نیت، بازیگر
- ۱۳۴۰ - علی هاشمی، نظامی
- ۱۳۴۹ - ناصر عبداللهی، خواننده
- ۱۳۵۲ - لاله و لادن بیژنی، دوقلوی به‌هم‌چسبیده

## درگذشتگان
- ۱۳۵۸ - اسماعیل رائین، مورخ
- ۱۳۷۳ - رقیه چهره‌آزاد، بازیگر
- ۱۳۷۵ - عبدالجواد فلاطوری، پژوهشگر
- ۱۴۰۱ - برهان الیاسی، از کشته‌شدگان خیزش ۱۴۰۱ ایران
- ۱۴۰۱ - علی‌محمد مرادی، نماینده دوره دهم مجلس شورای اسلامی از حوزه انتخابیه قروه و دهگلان
- ۱۴۰۲ - امیر بانو کریمی، شاعر و ادیب

## مناسبت ها
جشن خرم روز